# Kampfbund für Norddeutschland
Der Kampfbund für Norddeutschland war eine geplante Vereinigung, die die verschiedensten Kampfverbände Norddeutschlands im Jahre 1923 unter der Führung von Rüdiger Graf von der Goltz zu gemeinsamen Aktionen befähigen sollte.

## Treffen bei Goltz
Auf einem Treffen bei Goltz in dessen Wohnung am 26. und 27. Oktober 1923 wurde die Konzeption des Kampfbundes vorgestellt. Dabei sollten die zersplitterten und völkisch ausgerichteten Kampfverbände in Norddeutschland unter einer gemeinsamen Leitung zusammengefasst werden.
Die Befehls- und Führungsgewalt sollte Goltz übernehmen. Vor allem sollte zuerst erreicht werden, die bestehenden Spannungen und Streitigkeiten zwischen den verschiedenen Verbänden beizulegen oder auszugleichen. Allerdings lehnte es Goltz ab, dabei mit den vorgeschlagenen Stabsoffizieren zusammenzuarbeiten. Er bestand darauf, dass er sich auf seinen bewährten Adjutanten Hauptmann Boehme stützen könnte.

## Unterstützung von Ludendorff
Falls es zu einem Einsatz kommen sollte, würden allerdings von Erich Ludendorff gestellte Stabsoffiziere zur Verfügung stehen. Auch die finanzielle Unterstützung sollte durch Ludendorff erfolgen. In diesem Kampfbund waren kleinere Verbände, der Stahlhelm, die Deutschvölkische Freiheitspartei, die Orgesch von Norddeutschland ohne die Berliner Orgesch und die Sturmabteilung Roßbach dem Kommando unterstellt.

## Abgrenzung zur Organisation von Below
Für die Deutschvölkische Freiheitspartei war bei diesen Verhandlungen Albrecht von Graefe beteiligt, wobei diese Unterstellung aus der Schwäche gegenüber anderen Verbänden resultierte. Während der Verhandlungen stellte Goltz klar, dass er sich nicht gegen die Organisationen des Generals Otto von Below stellen wollte. Dabei ging Goltz von der Bestimmung aus, dass der Kampfbund Norddeutschland sich als völkische Vereinigung verstehen würde. Eine andere Vereinigung wie die des Generals von Below, die diesen Anspruch nicht hatte, könnte ebenso in Norddeutschland bestehen, wie das auch in Bayern so sei.
Dabei waren die Gruppierungen, die sich unter von Below zusammenschlossen, andere Teile des Stahlhelms, die von der Organisation Consul abhängigen Verbände, der Bund Wiking, Teile der Schwarzen Reichswehr und kleinere Gruppen.

## Anweisungen aus Bayern
Die Anweisungen für den Kampfbund Norddeutschland würden aus Bayern kommen. In der nächsten Zeit sollten aber keine Aktionen beginnen. Der Bericht über dieses Treffen an den Reichskommissar für Überwachung der öffentlichen Ordnung (RKO) vom 1. November 1923 endete mit folgenden Worten: „Es bedarf keiner Betonung, dass sich dadurch, insbesondere auch wegen des engen Zusammenhangs mit dem bayerischen Kampfverbänden, die von rechts drohende Gefahr merklich verschärft.“

## Referenzen
- Bericht des RKO an das Reichsministerium über Einigungsbestrebungen rechtsradikaler „Kampfverbände“ in Norddeutschland vom 1. November 1923. In: Kurt Gossweiler: Kapital, Reichswehr und NSDAP 1919-1924 (Kleine Bibliothek; Bd. 236). Pahl-Rugenstein, Köln 1982, S. 588f. ISBN 3-7609-0646-X.